# Вулиця Степана Бандери (Рівне)
Вулиця Степана Бандери — одна з найбільших вулиць міста Рівне, названа на честь лідера українського національно-визвольного руху XX століття Степана Бандери.
На заході вулиця Бандери переходить у вулицю Поповича. На схід від кільця на перетині з вул. Відінською вулиця Бандери переходить у вул. Степана Дем'янчука.

## Історія
Сучасна вулиця Степана Бандери протягом 20 століття мала різні назви, в залежності від державних утворень, до складу яких входило місто:
- Райхскомісаріат Україна — Зюдрінг (нім. Südring)
- УРСР — вулиця Московська
- Україна — 1992 року перейменовано на вулицю Степана Бандери.

### Друга світова війна
Вулиця Зюдрінг існувала під час німецької окупації міста в межах від сучасних вулиці 24 Серпня до вулиці Чорновола.
Від корпусу музучилища й до сполучення з початком вулиці Котляревського перпендикулярно вулиці Бандери знаходились дерев'яні бараки, в яких за часів Другої Світової війни німці розташовували військовополонених червоноармійців, а більшовики — полонених німців.
Район біля перехрестя вулиць Бандери та Данила Галицького був далеким передмістям й став ареною жахливих розстрілів рівненського населення, зокрема, української інтелігенції в 1942–1943 роках. Зокрема, тут було страчено Харитю Кононенко.

### Радянський період
В районі сучасного перехрестя Бандери-Чорновола ще на початку 1970-х років знаходилася будова давнього млина. Натомість, річка Устя перетинала вулицю Бандери ближче до її нинішнього початку.
До перетину вулиці Бандери вулицею Чорновола по парній стороні забудова здійснювалася в 60-70-х роках. Лівий бік сучасної вулиці Бандери в напрямку Чорновола забудовувався, починаючи з 50-х.

### Незалежна Україна
На перетині з вулицею Княгині Ольги в середині 1990-х років було встановлено барельєф Степану Бандері. В 2001 році його було вкрадено, а згодом відновлено, але вже у вигляді гранітної дошки.

## Сучасність
В районі музичного училища на вулиці Бандери знаходяться залишки старовинної забудови кінця 19 — початку 20 століть.
На початку вулиці, праворуч розташований рівненський Гідропарк — своєрідна міська рекреаційна зона. Далі, за нею, вздовж вулиці Бандери розташовані територія та будинки комунального підприємства Рівнеоблводоканал.